# Andreella uncifera
Andreella uncifera är en mossdjursart som först beskrevs av Busk 1884.  Andreella uncifera ingår i släktet Andreella och familjen Microporidae. Inga underarter finns listade i Catalogue of Life.